# Frankopansko naselje (Bjelovar)
Frankopansko naselje ili Naselje Krste Frankopana, starog imena Lenjinovo naselje stambeno je naselje na jugu grada Bjelovara. Izgrađeno je tijekom 1960-ih godina za stambene potrebe tada rastućeg stanovništva Bjelovara. 

## Povijest
Izgradnjom i dovršetkom pruge Križevci – Bjelovar – Kloštar su dio kuća i oranica sjeverno od pruge uz današnju ulicu Krste Frankopana postale izolirane od ostatka tada ruralnog naselja Velike Sredice.
1965. godine planira se izgradnja stanogradnje sjeverno od Lenjinove ulice kada nastaje moderno Frankopansko naselje pod imenom Naselje Vladimira Lenjina ili Lenjinovo naselje po sovjetskom revolucionaru i utemeljitelju Sovjetskoga saveza.
Preimenavanjem ulica 1991. god. i osamostaljenjem Hrvatske naselje postaje Frankopansko naselje ili Naselje Krste Frankopana.

## Znamenitosti
- Levijev brijeg
- Ciglana Omčikus i njena upravna zgrada na adresi ul. Krste Frankopana 54
- Zgrada i kompleks vatrogasne postrojbe Bjelovara
- Gradska streljana u krugu vatrogasnog doma